# Eliomar Correia Silva
Eliomar Correia Silva, meglio noto come Eliomar (Salvador, 16 marzo 1988), è un calciatore brasiliano, centrocampista dello Javor Ivanjica.